# Clash of Clans
Clash of Clans ist ein MMO-Strategiespiel des finnischen Spieleentwicklers Supercell für Mobilgeräte (Smartphones, Tabletcomputer). Das Spiel ist als App seit August 2012 für Apples iOS-Betriebssystem und seit Oktober 2013 auch für das Android-Betriebssystem verfügbar. Clash of Clans ist die insgesamt umsatzstärkste App im iOS-App-Store.

## Spielinhalte

### Spielprinzip
Das Spiel kombiniert Aspekte eines Aufbauspiels mit denen eines Echtzeit-Kampfstrategiespiels und eines Tower-Defense-Spiels. Zum Spielen ist eine dauerhafte Internetverbindung erforderlich.
Der Spieler findet zu Beginn ein kleines, in einer Fantasy-Welt mit Grafik im Comic-Stil angesiedeltes Dorf vor. Im Laufe des Spiels kann er dieses, basierend auf einem einfachen Wirtschaftssystem mit vier Währungen (Gold, Elixier, dunkles Elixier und Juwelen), um eine Vielzahl weiterer Gebäude erweitern und bestehende Gebäude verbessern. Kernelement des Spiels ist das Angreifen der Dörfer anderer Spieler, um an Ressourcen und Trophäen (um im Rangsystem aufzusteigen) zu gelangen. Die Basis des Spielers ist dabei persistent, das heißt, er kann seine Basis kontinuierlich weiterentwickeln, auch bei einer Zerstörung des Dorfs durch andere Spieler können nur Ressourcen verloren gehen. Die Gebäude können beliebig angeordnet werden, damit das Dorf optimal gegen feindliche Angriffe geschützt ist.
Es gibt kein explizit vorgegebenes Spielziel, im Fokus steht aber vor allem die Weiterentwicklung des Dorfs. Der Fortschritt wird dabei durch den dafür notwendigen Einsatz von Ressourcen und die in Echtzeit ablaufenden Bauprozesse beschränkt. Darüber hinaus spielt auch die soziale Komponente in Form des Zusammenschlusses zu Clans eine wichtige Rolle.

### Gebäude
Das Dorf setzt sich aus unterschiedlichen Gebäuden zusammen, die im Laufe des Spiels freigeschaltet werden. So gibt es Lager, in denen die Ressourcen gespeichert werden, und Minen, Pumpen sowie Bohrer, in denen sie gewonnen werden. Es gibt Gebäude für den Angriff wie Kasernen, in denen die Truppen produziert werden, oder das Labor, das deren Verbesserung ermöglicht. Andere Gebäude dienen der Verteidigung, wobei es hier viele verschiedene Varianten gibt, die sich zum Beispiel in ihrer Reichweite und darin, ob sie nur einzelne Truppen oder viele auf einmal attackieren können, unterscheiden. Die sinnvolle Anordnung vor allem der Verteidigungsgebäude in Kombination mit Mauern spielt eine zentrale Rolle, um gegnerische Angriffe abzuwehren. Die meisten Gebäude können verbessert werden, was ihr Level erhöht und ebenso wie das Bauen neuer Gebäude Ressourcen kostet und einige Zeit in Anspruch nimmt. Eine einzelne Verbesserung kann so bis zu mehrere Wochen dauern, wobei auch die Zahl parallel stattfindender Verbesserungsprozesse begrenzt ist. Welche Verbesserungen gemacht und welche Gebäude gebaut werden können, hängt vom Level des Rathauses ab, das den Fortschritt des Dorfs bestimmt.

### Kämpfe
Vor dem Angreifen muss der Spieler sich aus verschiedenen, oft mythischen Wesen nachempfundenen Einheiten mit unterschiedlichen Stärken und Fähigkeiten eine Armee zusammenstellen. Außerdem stehen verschiedene Zauber, Helden, die man mit besonderen Ausrüstungen ausstatten kann, sowie Belagerungsmaschinen zur Unterstützung zur Verfügung.
Über die Gegnersuche werden dem Spieler dann nacheinander die Dörfer anderer Spieler als Angriffsziel vorgeschlagen. Sobald eines den Ansprüchen des Spielers genügt, startet dieser den Angriff und ein dreiminütiger Timer beginnt. Der Spieler kann Einheiten außerhalb des Dorfs platzieren, die die gegnerischen Gebäude angreifen. Dabei agieren diese von alleine und wählen, ohne dass der Spieler darauf Einfluss nehmen könnte, nach festgelegten Kriterien die Gebäude, die sie angreifen. Nach und nach zerstören sie das feindliche Dorf, während sie von dessen Verteidigung attackiert werden, sodass die Armee im Verlauf des Angriffs an Schlagkraft verliert. Der Kampf endet, sobald alle Einheiten durch die Verteidigung des Dorfs getötet sind, das Dorf vollständig vernichtet ist oder die Zeit abgelaufen ist. Wird mindestens ein Stern erzielt, gilt der Angriff als gewonnen. Sterne erhält man durch das Zerstören des Rathauses, von mehr als der Hälfte des Dorfs sowie für vollständige Zerstörung.
Die einzelnen Truppen verfügen jeweils über besondere Fähigkeiten sowie Stärken und Schwächen, sodass die Wahl der richtigen Strategie bei der Zusammenstellung der Armee eine wichtige Rolle spielt. Während beispielsweise einige Einheiten über Mauern hinweg fliegen können, priorisieren andere die Ausschaltung der Verteidigung bei der Bestimmung des angegriffenen Gebäudes oder können gegnerische Gebäude auch im Fernkampf attackieren. Darüber hinaus können Zauber etwa die Truppen kurzzeitig stärker machen oder die Verteidigung temporär oder auch permanent schwächen. Helden besitzen besondere Fähigkeiten, die einmalig pro Angriff ausgelöst werden können und sie für kurze Zeit besonders stärken. Außerdem können den Helden Begleiter zugewiesen werden, die sie dann im Angriff unterstützen. Die Belagerungsmaschinen transportieren Truppen mit sich, die sie mitten im Dorf herauslassen können.
Nach dem Angriff erhält oder verliert der Spieler je nach Anzahl der erzielten Sterne Trophäen, die dem Angegriffenen abgezogen beziehungsweise gutgeschrieben werden und anhand derer die Spieler in einem Ligasystem einsortiert sind. Der Spieler erhält die gestohlenen Ressourcen zuzüglich Boni je nach Liga in seine Lager.

### Clans
Clans stellen die soziale Komponente des Spiels dar. Bis zu 50 Spieler können sich zu einem Clan zusammenschließen, der mithilfe einer aus einem Anführer und beliebig vielen Vize-Anführern, Ältesten und Mitgliedern bestehenden Rangordnung strukturiert ist. Rekrutierung von neuen Mitgliedern gelingt mit einem Einladungssystem, welches den globalen Chat 2019 ersetzte. Durch dieses System ist es möglich, durch im Profil eingebbare Angaben Mitglieder mit zum Clan passenden Attributen zu finden. Innerhalb eines Clans können sie über einen In-Game-Chat miteinander kommunizieren und einander durch das Spenden von Truppen, Zaubern und Belagerungsmaschinen unterstützen. Monatlich finden Clanspiele statt, in denen der ganze Clan durch Erledigung verschiedener Aufgaben Punkte sammelt, um Belohnungen zu erhalten.
Clans können gegeneinander in Clankriegen oder in der Clankriegsliga antreten. Dabei wird im Falle eines Clankrieges jedem Clan ein ähnlich starker Gegnerclan vorgegeben. Nach einer eintägigen Vorbereitungsphase beginnt die ebenso lange Kampfphase, in der jedem zwei Angriffe auf gegnerische Dörfer seiner Wahl zur Verfügung stehen. Aufgrund der Möglichkeit zur genauen Analyse des gegnerischen Dorfs und zur entsprechenden Planung des Angriffs steht der strategische Aspekt dabei noch mehr im Vordergrund. Am Ende gewinnt der Clan, der mehr Sterne gesammelt hat, wobei nur der jeweils beste Angriff auf jedes Dorf gewertet wird. Außerdem gibt es die Clankriegsligen als monatlichen Wettbewerb, bei denen acht Clans gegeneinander antreten und über eine Woche jeweils gegeneinander einen vereinfachten Clankrieg austragen.
Im Mai 2022 wurde die Clanstadt eingeführt, bei der Clanmitglieder zusammen mehrere Stadtbezirke aufbauen und jedes Wochenende Clanstädte anderer Clans angreifen, umso mehr Clanstadtgold erspielt wird, desto mehr Überfallmedaillen erhalten die Spieler, die am Überfallwochenende teilgenommen haben. Mit den Überfallmedaillen können u. a. magische Gegenstände gekauft werden.

### Bauarbeiterbasis
Zusätzlich zum normalen Dorf gibt es auch noch die Bauarbeiterbasis. Diese ähnelt in vielen Aspekten dem normalen Dorf und kann fast vollständig autonom von diesem gespielt werden, auch die Ressourcen und Trophäen werden gesondert geführt. Insbesondere beim Angreifen gibt es jedoch auch Unterschiede. Dabei können Spieler andere Bauarbeiterbasen angreifen, während die Besitzer von der gegnerischen Bauarbeiterbasis den entsprechenden Spieler parallel angreifen. Abhängig von der Angriffs- und Verteidigungsleistung bekommt der Spieler eine von seiner Trophäenzahl abhängig bestimmte Menge an Ressourcen pro Angriff. Außerdem können die Truppen in der Planungsphase gewechselt werden und stehen auch nach dem Angriff sofort wieder bereit.

### Events
Es finden monatlich Events statt, bei denen teilweise Kooperationen mit bekannten Franchise oder Personen, sowie über bestimmte Regionen, über kulturelle Ereignisse eingegangen werden oder es muss ein Community-Ziel erreicht werden. In diesen Events müssen die Spieler, oftmals  Basen zerstören, welche einzigartig von der Struktur der Abwehr sind und mit vorgefertigten Truppenkombinationen angreifen. Außerdem gibt es noch Events, wo die Spieler z. B. 7 Tage hintereinander mit einem bestimmten Prozentsatz angreifen müssen oder eine Truppe einsetzen müssen. Die Spieler erhalten in der Regel nach Beendigung der Event-Aufgaben Belohnungen. Darüber hinaus gibt es noch Clan-Events wie die ClanSpiele.

## Geschäftsmodell
Clash of Clans beruht auf dem Free-to-play-Geschäftsmodell. Das Herunterladen der App und auch der Zugang zu den Online-Servern sind kostenlos, das Spiel finanziert sich vielmehr aus In-App-Verkäufen. Neben dem Goldpass, der jeden Monat erworben werden kann und für dessen Dauer einen schnelleren Spielfortschritt ermöglicht, können vor allem Juwelen und „magische Gegenstände“ zugekauft werden, welche den Fortschritt beschleunigen. Juwelen können in andere Ressourcen umgewandelt werden oder Wartezeiten verkürzen. Darüber hinaus gibt es einen beinah monatlich käuflich zu erwerbenden Ereignispass, der es den Spielern ermöglicht, Ereignismedaillen zu erspielen. Mit diesen Medaillen können u. a. Erze für Ausrüstungen gekauft werden. Anders als beim Freemium-Geschäftsmodell sind aber mit Ausnahme einiger kosmetischer Inhalte, beispielsweise Skins für Helden oder Landschaftsszenerien, alle Spielinhalte vollständig kostenlos zugänglich, wenn der Spieler entsprechend mehr Zeit investiert. Teilweise gilt die Nutzung von In-App-Käufen sogar als unehrenhaft.

## Rezeption

### Erfolg
Clash of Clans belegte 2012 und 2013 regelmäßig Spitzenplätze in den Download-Charts der App Stores von Apple, Google und anderen Anbietern. Bereits Ende 2012 nahm Supercell mit seinen 2 Erfolgstiteln, wovon Clash of Clans der bedeutendere ist, im iOS-App-Store mehr Geld ein als Electronic Arts, das größte Unternehmen der Branche, mit fast 1000 Titeln zusammen. Allein im ersten Quartal 2013 (als Clash of Clans noch nicht für Android verfügbar war) erzielte Supercell einen Nettoumsatz von 178 Millionen US-Dollar und einen operativen Gewinn von 106 Millionen US-Dollar. Ende des ersten Quartals 2013 nahm Supercell täglich 2,4 Millionen US-Dollar ein. In Summe war Clash of Clans somit die wirtschaftlich erfolgreichste Spiele-App des Jahres 2013. Der Erfolg von Clash of Clans trug entscheidend dazu bei, dass die Anteilsmehrheit an Supercell im Oktober 2013 in einer der größten Übernahmen aller Zeiten in der Spielebranche für 1,5 Milliarden US-Dollar an das japanische Medienunternehmen Softbank und dessen Tochter GungHo verkauft wurde. Auch im zweiten Quartal 2019 war Clash of Clans noch immer unter den zehn umsatzstärksten Spiele-Apps vertreten.
2016 kam das Spiel Clash Royale auf den Markt, welches ein Ableger von Clash of Clans ist. Im April 2021 wurden die Spiele Clash Quest, Clash Mini und Clash Heroes angekündigt, die ebenfalls im sogenannten Clash Universum spielen. Die Entwicklung von Clash Mini wurde im März 2024 eingestellt.

### Kritik
Der Erfolg von Clash of Clans trug dem Spiel und seinem Entwickler auch diverse Auszeichnungen ein. So gewann das Spiel beispielsweise 2013 die renommierte Auszeichnung der Fachzeitschrift Develop in der Kategorie „Best New IP“.
Laut Tobias Hanraths von Spiegel Online trägt Clash of Clans „seinen Spitzenreiter-Titel dank freundlicher Comicoptik und flüssiger Bedienung nicht zu Unrecht“. Auch Benedikt Fuest von Die Welt attestiert dem Spiel, es nutze „meisterhaft“ die Prinzipien der Free-to-Play-Spiele mit niedrigen Einstiegshürden und schnellen Erfolgen zu Beginn. Die Kronen Zeitung stellt fest, Clash of Clans erzeuge „durch eine Belohnungsspirale mit im Spielverlauf immer besseren Errungenschaften eine gewisse Sucht“. Jochen Koubek schreibt dem Spiel in Paidia eine „erstaunliche Komplexität und Tiefe“ zu. Es fordere und verhandele Werte wie Freundschaft, Solidarität, Treue, Ehre, Respekt, Risikobereitschaft, Gerechtigkeit, Macht, Leistung und Geduld. Die Landesmedienzentrale Baden-Württemberg beschreibt Clash of Clans als ein „für Kinder und Jugendliche ansprechend gestaltetes Aufbau- und Strategiespiel“. Sie warnt außerdem neben dem Suchtfaktor vor dem „geschickt involvierten System der In-App-Käufe“, das Spieler zum Geldausgeben verleite.